# Dozón
Dozón település Spanyolországban, Pontevedra tartományban. Dozón Piñor, O Irixo, Lalín és Rodeiro községekkel határos. Lakosainak száma 985 fő (2024).

## Népesség
A település népessége az elmúlt években az alábbi módon változott:
| Lakosok száma | 2164 | 2030 | 1923 | 1827 | 1328 | 1209 | 1179 | 1082 | 1028 | 985  |
|               | 2001 | 2004 | 2007 | 2009 | 2012 | 2014 | 2017 | 2019 | 2022 | 2024 |